# Aachen Institute for Advanced Study in Computational Engineering Science

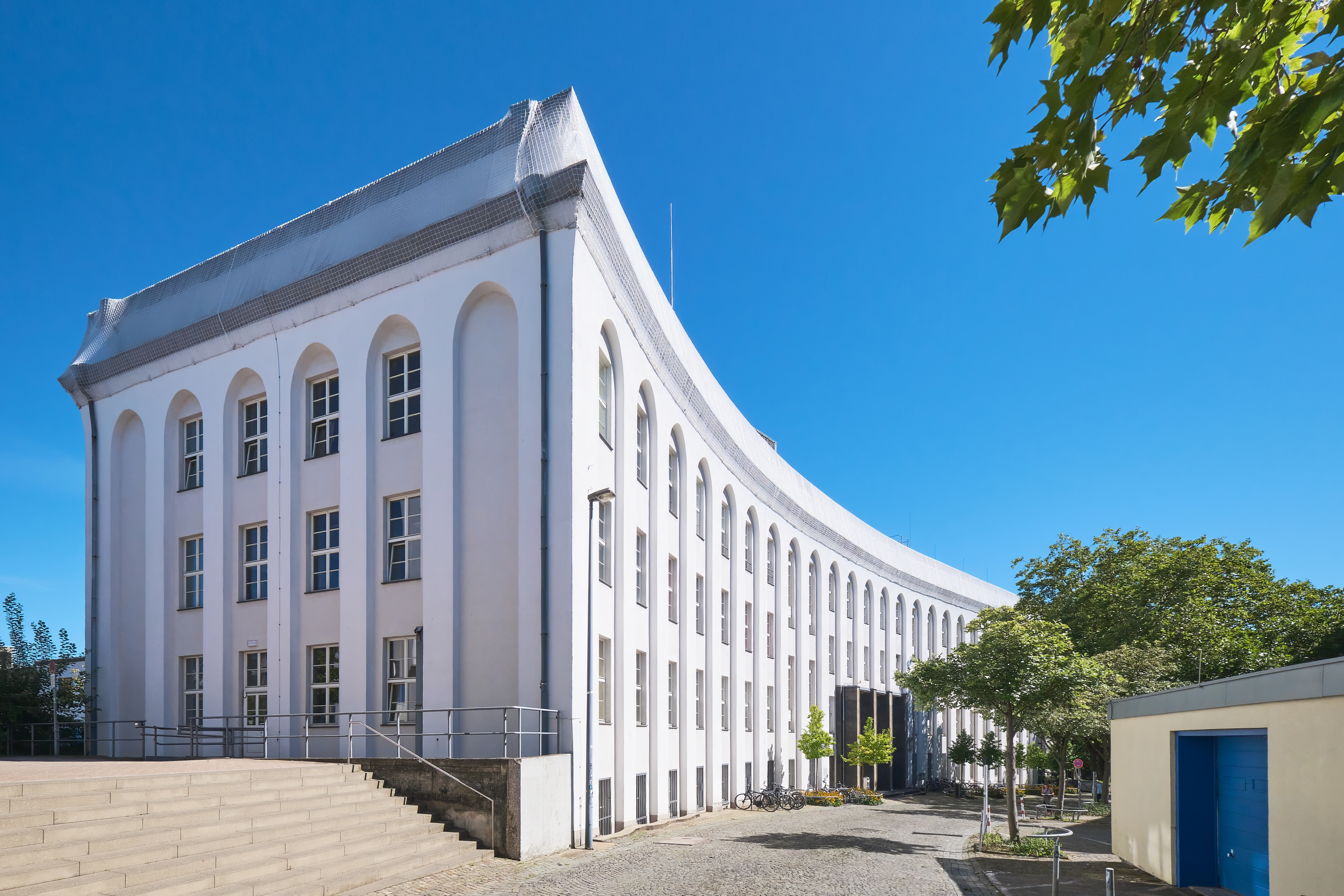
Sitz des AICES im Rogowski-Institut, Schinkelstraße, Aachen

Das Aachen Institute for Advanced Study in Computational Engineering Science (dt. etwa: Aachener Institut für weiterführendes Studium der computergestützten Ingenieurwissenschaften, Abk.: AICES) ist eine Einrichtung der RWTH Aachen, welche 2006 im Rahmen der Exzellenzinitiative der Bundesregierung gegründet wurde. AICES wird von 15 Instituten aus 4 Fachgruppen der RWTH Aachen getragen. Darüber hinaus involviert sind das Forschungszentrum Jülich und das Max-Planck-Institut für Eisenforschung in Düsseldorf. Ziel ist eine interdisziplinäre Ausbildung von Doktoranden an den Schnittstellen Mathematik, Informatik und den Ingenieurwissenschaften.
Die Graduiertenschule AICES zielt auf eine verbesserte methodenorientierte Doktorandenausbildung ab und erweitert somit die von der RWTH Aachen angebotenen Bachelor- und Masterprogramme in Computational Engineering Science um ein Promotions-Programm. Durch eine intensive Betreuung und durch eine direkte Verbindung zwischen der Phase der Promotionsqualifikation und der Phase der Promotion soll eine Reduktion der Promotionsdauer erreicht werden. Wissenschaftliche Schwerpunkte sind die Analyse und Synthese technischer Systeme, die einem breiten Anwendungsfeld entstammen.
Das AICES pflegt einen engen Kontakt zur Industrie und anderen Forschungseinrichtungen, wie zum Beispiel der German Research School for Simulation Sciences oder dem Massachusetts Institute of Technology. Regelmäßig organisierte Workshops sollen die internationale Zusammenarbeit und den wissenschaftlichen Austausch fördern.